# Cosa serratocostata
Cosa serratocostata is een tweekleppigensoort uit de familie van de Philobryidae. De wetenschappelijke naam van de soort is voor het eerst geldig gepubliceerd in 1933 door Powell.